# Frank Kameny
Franklin Edward Kameny (Ciudad de Nueva York, 21 de mayo de 1925 - Washington, 11 de octubre de 2011) fue «una de las figuras más significativas» del movimiento LGBT de Estados Unidos. En 1957, Kameny fue despedido de su posición como astrónomo del ejército de Estados Unidos, en el servicio de cartografía en Washington, a causa de su homosexualidad, llevándolo a comenzar «una hercúlea lucha con el sistema que transformaría el movimiento homófilo» y «encabezaría un nuevo periodo de militancia en el movimiento de liberación LGBT de principios de la década de 1960.»
Kameny se quejó de haber sido despedido por el United States Civil Service Commission debido a su homosexualidad y llevó su caso a la Corte Suprema de los Estados Unidos. Aunque la corte negó su petición, fue importante por haber sido el primer caso de reclamación de derechos civiles basado en la orientación sexual. Más tarde ese año, él y Jack Nichols fundaron la Mattachine Society de Washington, una organización que luchaba de forma agresiva por los derechos civiles de gais y lesbianas; en 1963 el grupo fue investigado por el Congreso en vistas iniciadas por el congresista John Dowdy para estudiar su derecho a solicitar fondos del estado.
Se considera que Kameny llevó un nuevo tono más agresivo a la lucha por los derechos civiles de gais. Kameny y la Mattachine Society de Washington lucharon por un tratamiento justo y equitativo de los empleados gais del gobierno federal, peleando contra la negación de autorizaciones de seguridad (security clearance), restricciones de empleo y despidos, trabajando con otros grupos para hacer presión para la igualdad de los ciudadanos gais. En 1968 Kameny, inspirado por la frase «black is beautiful» («lo negro es hermoso») de Stokely Carmichael, creó el eslogan «gay is good» («lo gay es bueno») para el movimiento de los derechos civiles de gais.
Kameny y Nichols lanzaron las primeras protestas de gais y lesbianas con piquetes en la Casa Blanca el 17 de abril de 1965. Con apoyo de la Mattachine Society de Nueva York y Daughters of Bilitis, la Mattachine Society de Washington expandió los piquetes al Pentágono, al United States Civil Service Commission y al Independence Hall en Filadelfia, para lo que pasó a llamarse el Annual Reminder, el recordatorio anual de los derechos de gais y lesbianas.
En 1963, Kameny y Mattachine lanzaron una campaña para eliminar las leyes contra la sodomía y suprimir la clasificación de la homosexualidad como una enfermedad mental en el Diagnostic and Statistical Manual of Mental Disorders, el manual de diagnóstico y estadística de desórdenes mentales de la American Psychiatric Association.
En 1971, Kameny se convirtió en el primer candidato abiertamente gay al Congreso de los Estados Unidos, cuando se presentó en el Distrito de Columbia para convertirse en un delegado sin derecho a voto en el Congreso. En las siguientes elecciones, Kameny y su campaña organizaron el Gay and Lesbian Alliance of Washington, D.C., una organización que continúa actividades de cabildeo en el gobierno y la prensa a favor de los derechos LGBT.
Cuando John E. Fryer apareció en 1972 ante el simposio sobre la homosexualidad y psiquiatría de la American Psychiatric Association como el Dr. H. Anonymous, Kameny era un miembro del grupo con el que se presentó Fryer. El hecho influyó en la American Psychiatric Association que acabó eliminando la homosexualidad de la lista de enfermedades mentales.
Kameny fue la primera persona abiertamente gay nombrada miembro de la  Comisión de Derechos Humanos del Distrito de Columbia ("District of Columbia's Human Rights Commission") en la década de 1970.
Fue un veterano de la II Guerra Mundial, luchando con el ejército de EE. UU. en Europa. Trabajó 20 años en el Selective Service System.
Kameny fue miembro del grupo de asesores de la Triangle Foundation. En 2007, el Museo Nacional de Historia Americana del Instituto Smithsoniano incluyó los carteles usados en los piquetes realizados en 1965 enfrente de la Casa Blanca pertenecientes a Kameny en su exhibición «Tesoros de la historia americana». El Instituto Smithsoniano posee ahora 12 de los carteles originales portados por activistas gays y lesbianas en la primera protesta frente a la Casa Blanca. La Biblioteca del Congreso compró en 2006 los archivos de Kameny que documentan su vida y activismo. En febrero de 2009, la casa de Kameny fue nombrada monumento histórico del Distrito de Columbia.
El 29 de junio de 2009, John Berry, director de la United States Office of Personnel Management, es decir, jefe de los funcionarios de Estados Unidos, se disculpó formalmente a Kameny en nombre del Gobierno de los Estados Unidos. Berry, que es abiertamente gay, dio a Kameny el premio Theodore Roosevelt, el premio más prestigioso que da el departamento.
Kameny falleció de causas naturales el 11 de octubre de 2011.